# Кештазлы, Гасан Гусейн оглы
Гасан Гусейн оглы Кештазлы— (азерб. Keştazlı Həsən); (1873, Шуша) — исполнитель мугама и азербайджанских народных песен.

## Биография
Кештазлы Гасан Гусейн оглы, родился в 1873 году в селе Кештаз Шушинского уезда в семье шапочника. Его прадед, Ашуг Мамед, был ашугом, а дядя, Кештазлы Гашим, был известным ханендой XIX века.
Гасан обучался в медресе в Агдаме, где изучал персидский и турецкий языки, а также постепенно овладевал музыкальными знаниями. Его первым музыкальным наставником был дядя Кештазлы Гашим, который учил его играть на дафе и преподавал восточную музыку. Он исполнял мугамы, такие как "Гатар", "Кюрд-Шахназ", "Карабах шикастеси", и вскоре начал выступать на свадебных мероприятиях в Карабахе. Гасан также несколько раз выступал вместе с дядей Гашимом на мероприятиях в Шеки и Ширване.
20 января 1907 года, по инициативе и под руководством Бадала бека Бадалбейли, Гасан принял участие в благотворительном вечере, организованном Мусульманским благотворительным обществом для помощи бедным мусульманам. В этом мероприятии он исполнил "Гатар баяты" и народную песню "Стакан должен быть пробит", сопровождаемый на гармони своим племянником Кештазлы Мухаммедом. После возвращения из Баку Гасан много лет выступал с таристом Рзабалой в Карабахе, Гяндже и Тифлисе. В 1913 году Гасан был приглашен в Киев компанией «Экстрафон» для записи его голоса, где он записал множество мугамов и песен.
В начале 1920-х годов Гасан был приглашен в Баку руководством Восточной консерватории, где работал преподавателем. После установления советской власти в Азербайджане он вернулся в Агдам и, по инициативе своего племянника Мухаммеда, который работал секретарем Нахичеванского уездного партийного комитета, присоединился к революционной деятельности. В конце 1920-х годов Гасан вступил в Коммунистическую партию Азербайджана. Он работал сначала в качестве председателя Кештазлы, а затем председателем Совета Гюлаблы. Также он создал клуб в своем селе, где организовывались театральные постановки и музыкальные мероприятия.
Известный ханенда Кештазлы Гасан скончался в Агдаме в 1929 году.